# Большеникольское (Челябинская область)
Большенико́льское — село в Октябрьском районе Челябинской области. Административный центр Никольского сельского поселения.

## География
Село расположено в окружении множества озёр: Южиган, Горькое, Куркумляк, Малый Селиткуль и более крупных. Расстояние до районного центра, Октябрьского, 41 км.

## Население
| 2002 | 2010 |
| ---- | ---- |
| 517  | ↘324 |

По данным Всероссийской переписи, в 2010 году численность населения села составляла 324 человека (151 мужчина и 173 женщины).

## Улицы
Уличная сеть села состоит из 6 улиц.